# Castelletto Uzzone
Castelletto Uzzone (Castlèt Usson in Piemontesisch) ist eine Gemeinde in der italienischen Provinz Cuneo (CN), Region Piemont.

## Lage und Einwohner
Castelletto Uzzone liegt etwa 85 km östlich von der Provinzhauptstadt Cuneo entfernt in der Weinregion Langhe. Das Gemeindegebiet umfasst eine Fläche von knapp 15 km² und hat 292 Einwohner (Stand 31. Dezember 2023).
Die Nachbargemeinden sind Dego, Gottasecca, Levice, Pezzolo Valle Uzzone, Piana Crixia und Prunetto.

## Geschichte

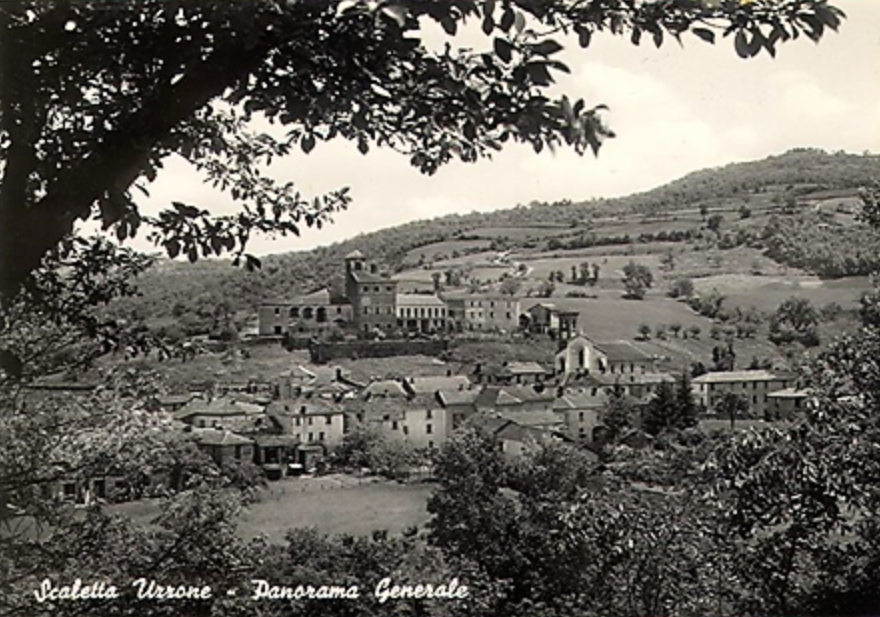
Scaletta Uzzone Anfang des 20. Jahrhunderts

In Dokumenten aus der zweiten Hälfte des 12. Jahrhunderts wird es mit den Namen „Castro Ussonem“ und „Castro Ucono“ erwähnt, später wird es als „Castro Uzono“ und „Castro Ucone“ bezeugt. Der erste Teil des Ortsnamens ist die Verkleinerungsform von „Burg“, vom lateinischen CASTELLUM, wiederum eine Verkleinerungsform von CASTRUM, was „kleiner befestigter Ort“ bedeutet. Die Angabe, die nach Ansicht einiger Wissenschaftler eine Kurzform von „Uguzzone“ ist, spiegelt eher das personaldeutsche „Uzone“ wider.
Die mittelalterlichen Zeugnisse lassen auch vermuten, dass es der Ort war, der dem Wasserlauf, der ihn durchquert, seinen Namen gab und nicht umgekehrt. Er war Teil des Marquisats von Cortemilia und nach der Eroberung von Asti durch Gian Galeazzo Visconti ging es an Manfredo IV. von Saluzzo über. Es gelangte 1532 an Karl II. von Savoyen, nachdem es unter der Herrschaft der Scarampi gestanden hatte. Das historische Zentrum verfügt trotz seiner bescheidenen Größe über ein beträchtliches historisch-architektonisches Erbe. Ein kleines Gebäude mittelalterlichen Ursprungs, die Pfarrkirche und die Disciplinanti-Kapelle mit alten Fresken.

## Kulinarische Spezialitäten
In der Umgebung von Castelletto Uzzone wird in beschränktem Maße Weinbau betrieben. Die Beeren der Rebsorten Spätburgunder und/oder Chardonnay dürfen zum Schaumwein Alta Langa verarbeitet werden.